# Neoseiulus neoparaki
Neoseiulus neoparaki är en spindeldjursart som först beskrevs av Ehara 1972.  Neoseiulus neoparaki ingår i släktet Neoseiulus och familjen Phytoseiidae. Inga underarter finns listade i Catalogue of Life.